# Gran Premi Ciclista de Montreal 2019
El Gran Premi Ciclista de Mont-real 2019 fou la desena edició del Gran Premi Ciclista de Mont-real. La cursa es disputà el 15 de setembre de 2019 i formava part de l'UCI World Tour 2019. Junt amb la Volta a Califòrnia i el Gran Premi Ciclista de Quebec, són les úniques proves del World Tour que es disputen a Amèrica del Nord.
El vencedor fou el belga Greg Van Avermaet (CCC Team), que s'imposà a l'esprint a l'italià Diego Ulissi (UAE Team Emirates), i l'espanyol Iván García Cortina (Bahrain-Merida), segon i tercer respectivament.

## Participants
En aquesta edició hi van prendre part 21 equips: els 18 equips World Tour, dos equips continentals professionals i una selecció nacional.
| WorldTeams (18)- AG2R La Mondiale - Astana - Bahrain-Merida - Bora-hansgrohe - CCC Team - Deceuninck-Quick Step - Dimension Data - EF Education First - Groupama-FDJ - Team Jumbo-Visma - Lotto Soudal - Mitchelton-Scott - Movistar Team - Katusha-Alpecin - Ineos - Team Sunweb - Trek-Segafredo - UAE Team Emirates Equips continentals professionals (2)- Rally UHC Cycling - Israel Cycling Academy Equip nacional- Canadà |
| |

## Classificació final
| \| Classificació general \| Classificació general \| Classificació general \| Classificació general \| Classificació general \| \| Corredor \| Corredor \| Equip \| Temps \| \| \| --------------------- \| -------------------------- \| ---------------------- \| --------------------- \| --------------------- \| \| 1r \| Greg Van Avermaet \| CCC Team \| 6h 09' 38" \| \| \| 2n \| Diego Ulissi \| UAE Team Emirates \| + 0" \| \| \| 3r \| Iván García Cortina \| Bahrain-Merida \| + 0" \| \| \| 4t \| Tim Wellens \| Lotto-Soudal \| + 0" \| \| \| 5è \| Michael Valgren Andersen \| Dimension Data \| + 0" \| \| \| 6è \| Kristian Sbaragli \| Israel Cycling Academy \| + 0" \| \| \| 7è \| Rui Alberto Faria da Costa \| UAE Team Emirates \| + 0" \| \| \| 8è \| Michael Woods \| EF Education First \| + 0" \| \| \| 9è \| Nans Peters \| AG2R La Mondiale \| + 0" \| \| \| 10è \| Bauke Mollema \| Trek-Segafredo \| + 0" \| \| \| 11è \| Jack Haig \| Mitchelton-Scott \| + 0" \| \| \| 12è \| Mathias Frank \| AG2R La Mondiale \| + 0" \| \| \| 13è \| Julian Alaphilippe \| Deceuninck-Quick Step \| + 0" \| \| \| 14è \| Adam Yates \| Mitchelton-Scott \| + 0" \| \| \| 15è \| Carlos Betancur Gómez \| Movistar Team \| + 5" \| \| |                            |                        |            |
| |                            |                        |            |
| Font: ProCyclingStats |                            |                        |            |
| Classificació general |                            |                        |            |
| Corredor | Corredor                   | Equip                  | Temps      |
| 1r | Greg Van Avermaet          | CCC Team               | 6h 09' 38" |
| 2n | Diego Ulissi               | UAE Team Emirates      | + 0"       |
| 3r | Iván García Cortina        | Bahrain-Merida         | + 0"       |
| 4t | Tim Wellens                | Lotto-Soudal           | + 0"       |
| 5è | Michael Valgren Andersen   | Dimension Data         | + 0"       |
| 6è | Kristian Sbaragli          | Israel Cycling Academy | + 0"       |
| 7è | Rui Alberto Faria da Costa | UAE Team Emirates      | + 0"       |
| 8è | Michael Woods              | EF Education First     | + 0"       |
| 9è | Nans Peters                | AG2R La Mondiale       | + 0"       |
| 10è | Bauke Mollema              | Trek-Segafredo         | + 0"       |
| 11è | Jack Haig                  | Mitchelton-Scott       | + 0"       |
| 12è | Mathias Frank              | AG2R La Mondiale       | + 0"       |
| 13è | Julian Alaphilippe         | Deceuninck-Quick Step  | + 0"       |
| 14è | Adam Yates                 | Mitchelton-Scott       | + 0"       |
| 15è | Carlos Betancur Gómez      | Movistar Team          | + 5"       |

## Llista de participants
| Team Sunweb SUN | Team Sunweb SUN           | Team Sunweb SUN |
| --------------- | ------------------------- | --------------- |
| Núm             | Ciclista                  | Pos             |
| 1               | Michael Matthews (AUS)    | 19è             |
| 2               | Louis Vervaeke (BEL)      | 65è             |
| 3               | Jan Bakelants (BEL)       | 46è             |
| 4               | Jai Hindley (AUS)         | 70è             |
| 5               | Marc Hirschi (SUI)        | 58è             |
| 6               | Lennard Kämna (GER)       | DNF             |
| 7               | Johannes Fröhlinger (GER) | DNF             |

| Deceuninck-Quick Step DQT | Deceuninck-Quick Step DQT   | Deceuninck-Quick Step DQT |
| ------------------------- | --------------------------- | ------------------------- |
| Núm                       | Ciclista                    | Pos                       |
| 11                        | Julian Alaphilippe (FRA)    | 13è                       |
| 12                        | Kasper Asgreen (DEN)        | 20è                       |
| 13                        | Dries Devenyns (BEL)        | 64è                       |
| 14                        | Remco Evenepoel (BEL)       | 53è                       |
| 15                        | Mikkel Frølich Honoré (DEN) | 89è                       |
| 16                        | Enric Mas Nicolau (ESP)     | 16è                       |
| 17                        | Pieter Serry (BEL)          | DNF                       |

| Bora-Hansgrohe BOH | Bora-Hansgrohe BOH          | Bora-Hansgrohe BOH |
| ------------------ | --------------------------- | ------------------ |
| Núm                | Ciclista                    | Pos                |
| 21                 | Peter Sagan (SVK)           | 18è                |
| 22                 | Cesare Benedetti (ITA)      | 49è                |
| 23                 | Marcus Burghardt (GER)      | DNF                |
| 24                 | Patrick Konrad (AUT) (ruta) | 62è                |
| 25                 | Jay McCarthy (AUS)          | 56è                |
| 26                 | Daniel Oss (ITA)            | DNF                |
| 27                 | Christoph Pfingsten (GER)   | DNF                |

| CCC Team CCC | CCC Team CCC            | CCC Team CCC |
| ------------ | ----------------------- | ------------ |
| Núm          | Ciclista                | Pos          |
| 31           | Greg Van Avermaet (BEL) | 1r           |
| 32           | Josef Černý (CZE)       | DNF          |
| 33           | Simon Geschke (GER)     | 72è          |
| 34           | Serge Pauwels (BEL)     | DNF          |
| 35           | Joey Rosskopf (USA)     | 47è          |
| 36           | Michael Schär (SUI)     | 78è          |
| 37           | Łukasz Wiśniowski (POL) | DNF          |

| AG2R La Mondiale ALM | AG2R La Mondiale ALM         | AG2R La Mondiale ALM |
| -------------------- | ---------------------------- | -------------------- |
| Núm                  | Ciclista                     | Pos                  |
| 41                   | Oliver Naesen (BEL)          | 36è                  |
| 42                   | Benoît Cosnefroy (FRA)       | 17è                  |
| 43                   | Julien Duval (FRA)           | 73è                  |
| 44                   | Mathias Frank (SUI)          | 12è                  |
| 45                   | Alexis Gougeard (FRA)        | DNF                  |
| 46                   | Aurélien Paret-Peintre (FRA) | 74è                  |
| 47                   | Nans Peters (FRA)            | 9è                   |

| Bahrain-Merida TBM | Bahrain-Merida TBM        | Bahrain-Merida TBM |
| ------------------ | ------------------------- | ------------------ |
| Núm                | Ciclista                  | Pos                |
| 51                 | Vincenzo Nibali (ITA)     | 54è                |
| 52                 | Valerio Agnoli (ITA)      | DNF                |
| 53                 | Grega Bole (SLO)          | 80è                |
| 54                 | Damiano Caruso (ITA)      | 52è                |
| 55                 | Sonny Colbrelli (ITA)     | DNF                |
| 56                 | Iván García Cortina (ESP) | 3r                 |
| 57                 | Matej Mohorič (SLO)       | 26è                |

| Team Ineos INS | Team Ineos INS                     | Team Ineos INS |
| -------------- | ---------------------------------- | -------------- |
| Núm            | Ciclista                           | Pos            |
| 61             | Geraint Thomas (GBR)               | DNF            |
| 62             | Leonardo Basso (ITA)               | DNF            |
| 63             | Christian Knees (GER)              | 76è            |
| 64             | Michał Kwiatkowski (POL)           | DNF            |
| 65             | Christopher Lawless (GBR)          | DNF            |
| 66             | Kristoffer Halvorsen (NOR)         | DNF            |
| 67             | Jonathan Castroviejo Nicolás (ESP) | 35è            |

| UAE Team Emirates UAD | UAE Team Emirates UAD            | UAE Team Emirates UAD |
| --------------------- | -------------------------------- | --------------------- |
| Núm                   | Ciclista                         | Pos                   |
| 71                    | Diego Ulissi (ITA)               | 2n                    |
| 72                    | Sven Erik Bystrøm (NOR)          | 67è                   |
| 73                    | Rui Alberto Faria da Costa (POR) | 7è                    |
| 74                    | Daniel Martin (IRL)              | 59è                   |
| 75                    | Rui Oliveira (POR)               | 79è                   |
| 76                    | Jasper Philipsen (BEL)           | 94è                   |
| 77                    | Jan Polanc (SLO)                 | 41è                   |

| Astana AST | Astana AST                          | Astana AST |
| ---------- | ----------------------------------- | ---------- |
| Núm        | Ciclista                            | Pos        |
| 81         | Hugo Houle (CAN)                    | 28è        |
| 82         | Peio Bilbao López de Armentia (ESP) | DNF        |
| 83         | Davide Ballerini (ITA)              | DNF        |
| 84         | Andrei Zeits (KAZ)                  | 40è        |
| 85         | Magnus Cort Nielsen (DEN)           | 57è        |
| 86         | Davide Villella (ITA)               | 32è        |
| 87         | Jonas Gregaard Wilsly (DEN)         | 38è        |

| Lotto-Soudal LTS | Lotto-Soudal LTS      | Lotto-Soudal LTS |
| ---------------- | --------------------- | ---------------- |
| Núm              | Ciclista              | Pos              |
| 91               | Tim Wellens (BEL)     | 4t               |
| 92               | Stan Dewulf (BEL)     | 87è              |
| 93               | Lawrence Naesen (BEL) | DNF              |
| 94               | Nikolas Maes (BEL)    | 93è              |
| 95               | Maxime Monfort (BEL)  | 69è              |
| 96               | Jelle Vanendert (BEL) | 45è              |

| Groupama-FDJ GFC | Groupama-FDJ GFC       | Groupama-FDJ GFC |
| ---------------- | ---------------------- | ---------------- |
| Núm              | Ciclista               | Pos              |
| 101              | Antoine Duchesne (CAN) | 90è              |
| 102              | Kevin Geniets (LUX)    | 30è              |
| 103              | Olivier Le Gac (FRA)   | 85è              |
| 104              | Valentin Madouas (FRA) | 48è              |
| 105              | Rudy Molard (FRA)      | 24è              |
| 106              | William Bonnet (FRA)   | DNF              |
| 107              | Anthony Roux (FRA)     | 31è              |

| EF Education First EF1 | EF Education First EF1    | EF Education First EF1 |
| ---------------------- | ------------------------- | ---------------------- |
| Núm                    | Ciclista                  | Pos                    |
| 111                    | Michael Woods (CAN)       | 8è                     |
| 112                    | Julius van den Berg (NED) | DNF                    |
| 113                    | Alberto Bettiol (ITA)     | 51è                    |
| 114                    | Nathan Brown (USA)        | 83è                    |
| 115                    | Alex Howes (USA) (ruta)   | 25è                    |
| 116                    | Sep Vanmarcke (BEL)       | 61è                    |
| 117                    | James Whelan (AUS)        | 88è                    |

| Team Jumbo-Visma TJV | Team Jumbo-Visma TJV   | Team Jumbo-Visma TJV |
| -------------------- | ---------------------- | -------------------- |
| Núm                  | Ciclista               | Pos                  |
| 121                  | Danny van Poppel (NED) | DNF                  |
| 122                  | Laurens De Plus (BEL)  | 68è                  |
| 123                  | Tom Leezer (NED)       | DNF                  |
| 124                  | Paul Martens (GER)     | 71è                  |
| 125                  | Jonas Vingegaard (DEN) | 84è                  |
| 126                  | Timo Roosen (NED)      | 21è                  |
| 127                  | Antwan Tolhoek (NED)   | 81è                  |

| Trek-Segafredo TFS | Trek-Segafredo TFS        | Trek-Segafredo TFS |
| ------------------ | ------------------------- | ------------------ |
| Núm                | Ciclista                  | Pos                |
| 131                | Richie Porte (AUS)        | DNF                |
| 132                | Nicola Conci (ITA)        | DNF                |
| 133                | Julien Bernard (FRA)      | DNF                |
| 134                | Michael Gogl (AUT)        | DNF                |
| 135                | Bauke Mollema (NED)       | 10è                |
| 136                | Toms Skujiņš (LAT) (ruta) | 23è                |
| 137                | Jasper Stuyven (BEL)      | 29è                |

| Movistar Team MOV | Movistar Team MOV              | Movistar Team MOV |
| ----------------- | ------------------------------ | ----------------- |
| Núm               | Ciclista                       | Pos               |
| 141               | Carlos Betancur Gómez (COL)    | 15è               |
| 142               | Jaime Castrillo (ESP)          | 77è               |
| 143               | Rubén Fernández Andújar (ESP)  | 43è               |
| 144               | Lluís Mas Bonet (ESP)          | DNF               |
| 145               | Eduard Prades i Reverter (ESP) | 33è               |
| 146               | Jürgen Roelandts (BEL)         | DNF               |
| 147               | Jasha Sütterlin (GER)          | 60è               |

| Mitchelton-Scott MTS | Mitchelton-Scott MTS          | Mitchelton-Scott MTS |
| -------------------- | ----------------------------- | -------------------- |
| Núm                  | Ciclista                      | Pos                  |
| 151                  | Adam Yates (GBR)              | 14è                  |
| 152                  | Brent Bookwalter (USA)        | 66è                  |
| 153                  | Jack Haig (AUS)               | 11è                  |
| 154                  | Lucas Hamilton (AUS)          | 55è                  |
| 155                  | Daryl Impey (RSA) (ruta)      | 34è                  |
| 156                  | Christopher Juul-Jensen (DEN) | 63è                  |
| 157                  | Robert Stannard (AUS)         | DNF                  |

| Katusha-Alpecin TKA | Katusha-Alpecin TKA         | Katusha-Alpecin TKA |
| ------------------- | --------------------------- | ------------------- |
| Núm                 | Ciclista                    | Pos                 |
| 161                 | Nathan Haas (AUS)           | 22è                 |
| 162                 | Jenthe Biermans (BEL)       | DNF                 |
| 163                 | José Gonçalves Maciel (POR) | DNF                 |
| 164                 | Marco Haller (AUT)          | DNF                 |
| 165                 | Reto Hollenstein (SUI)      | 92è                 |
| 166                 | Rick Zabel (GER)            | DNF                 |
| 167                 | Simon Špilak (SLO)          | DNF                 |

| Dimension Data TDD | Dimension Data TDD                | Dimension Data TDD |
| ------------------ | --------------------------------- | ------------------ |
| Núm                | Ciclista                          | Pos                |
| 171                | Enrico Gasparotto (ITA)           | DNF                |
| 172                | Ryan Gibbons (RSA)                | 91è                |
| 173                | Michael Valgren Andersen (DEN)    | 5è                 |
| 174                | Reinardt Janse van Rensburg (RSA) | 27è                |
| 175                | Roman Kreuziger (CZE)             | DNF                |
| 176                | Gino Mäder (SUI)                  | DNF                |
| 177                | Tom-Jelte Slagter (NED)           | 50è                |

| Israel Cycling Academy ICA | Israel Cycling Academy ICA | Israel Cycling Academy ICA |
| -------------------------- | -------------------------- | -------------------------- |
| Núm                        | Ciclista                   | Pos                        |
| 181                        | Guillaume Boivin (CAN)     | DNF                        |
| 182                        | Alexander Cataford (CAN)   | 37è                        |
| 183                        | Nathan Earle (AUS)         | 75è                        |
| 184                        | August Jensen (NOR)        | DNF                        |
| 185                        | Krists Neilands (LAT)      | 42è                        |
| 186                        | Guy Sagiv (ISR) (ruta)     | 96è                        |
| 187                        | Kristian Sbaragli (ITA)    | 6è                         |

| Rally UHC Cycling RLY | Rally UHC Cycling RLY | Rally UHC Cycling RLY |
| --------------------- | --------------------- | --------------------- |
| Núm                   | Ciclista              | Pos                   |
| 191                   | Svein Tuft (CAN)      | DNF                   |
| 192                   | Ryan Anderson (CAN)   | 95è                   |
| 193                   | Rob Britton (CAN)     | DNF                   |
| 194                   | Gavin Mannion (USA)   | 44è                   |
| 195                   | Matteo Dal-Cin (CAN)  | DNF                   |
| 196                   | Adam de Vos (CAN)     | 39è                   |
| 197                   | Nigel Ellsay (CAN)    | DNF                   |

| Canadà CAN | Canadà CAN               | Canadà CAN |
| ---------- | ------------------------ | ---------- |
| Núm        | Ciclista                 | Pos        |
| 201        | James Piccoli            | 86è        |
| 202        | Evan Burtnik             | DNF        |
| 203        | Jordan Cheyne            | DNF        |
| 204        | Charles-Étienne Chrétien | DNF        |
| 205        | Laurent Gervais          | 97è        |
| 206        | Robin Plamondon          | DNF        |
| 207        | Nickolas Zukowsky        | 82è        |

| Team Sunweb SUN | Team Sunweb SUN           | Team Sunweb SUN |
| --------------- | ------------------------- | --------------- |
| Núm             | Ciclista                  | Pos             |
| 1               | Michael Matthews (AUS)    | 19è             |
| 2               | Louis Vervaeke (BEL)      | 65è             |
| 3               | Jan Bakelants (BEL)       | 46è             |
| 4               | Jai Hindley (AUS)         | 70è             |
| 5               | Marc Hirschi (SUI)        | 58è             |
| 6               | Lennard Kämna (GER)       | DNF             |
| 7               | Johannes Fröhlinger (GER) | DNF             |

| Deceuninck-Quick Step DQT | Deceuninck-Quick Step DQT   | Deceuninck-Quick Step DQT |
| ------------------------- | --------------------------- | ------------------------- |
| Núm                       | Ciclista                    | Pos                       |
| 11                        | Julian Alaphilippe (FRA)    | 13è                       |
| 12                        | Kasper Asgreen (DEN)        | 20è                       |
| 13                        | Dries Devenyns (BEL)        | 64è                       |
| 14                        | Remco Evenepoel (BEL)       | 53è                       |
| 15                        | Mikkel Frølich Honoré (DEN) | 89è                       |
| 16                        | Enric Mas Nicolau (ESP)     | 16è                       |
| 17                        | Pieter Serry (BEL)          | DNF                       |

| Bora-Hansgrohe BOH | Bora-Hansgrohe BOH          | Bora-Hansgrohe BOH |
| ------------------ | --------------------------- | ------------------ |
| Núm                | Ciclista                    | Pos                |
| 21                 | Peter Sagan (SVK)           | 18è                |
| 22                 | Cesare Benedetti (ITA)      | 49è                |
| 23                 | Marcus Burghardt (GER)      | DNF                |
| 24                 | Patrick Konrad (AUT) (ruta) | 62è                |
| 25                 | Jay McCarthy (AUS)          | 56è                |
| 26                 | Daniel Oss (ITA)            | DNF                |
| 27                 | Christoph Pfingsten (GER)   | DNF                |

| CCC Team CCC | CCC Team CCC            | CCC Team CCC |
| ------------ | ----------------------- | ------------ |
| Núm          | Ciclista                | Pos          |
| 31           | Greg Van Avermaet (BEL) | 1r           |
| 32           | Josef Černý (CZE)       | DNF          |
| 33           | Simon Geschke (GER)     | 72è          |
| 34           | Serge Pauwels (BEL)     | DNF          |
| 35           | Joey Rosskopf (USA)     | 47è          |
| 36           | Michael Schär (SUI)     | 78è          |
| 37           | Łukasz Wiśniowski (POL) | DNF          |

| AG2R La Mondiale ALM | AG2R La Mondiale ALM         | AG2R La Mondiale ALM |
| -------------------- | ---------------------------- | -------------------- |
| Núm                  | Ciclista                     | Pos                  |
| 41                   | Oliver Naesen (BEL)          | 36è                  |
| 42                   | Benoît Cosnefroy (FRA)       | 17è                  |
| 43                   | Julien Duval (FRA)           | 73è                  |
| 44                   | Mathias Frank (SUI)          | 12è                  |
| 45                   | Alexis Gougeard (FRA)        | DNF                  |
| 46                   | Aurélien Paret-Peintre (FRA) | 74è                  |
| 47                   | Nans Peters (FRA)            | 9è                   |

| Bahrain-Merida TBM | Bahrain-Merida TBM        | Bahrain-Merida TBM |
| ------------------ | ------------------------- | ------------------ |
| Núm                | Ciclista                  | Pos                |
| 51                 | Vincenzo Nibali (ITA)     | 54è                |
| 52                 | Valerio Agnoli (ITA)      | DNF                |
| 53                 | Grega Bole (SLO)          | 80è                |
| 54                 | Damiano Caruso (ITA)      | 52è                |
| 55                 | Sonny Colbrelli (ITA)     | DNF                |
| 56                 | Iván García Cortina (ESP) | 3r                 |
| 57                 | Matej Mohorič (SLO)       | 26è                |

| Team Ineos INS | Team Ineos INS                     | Team Ineos INS |
| -------------- | ---------------------------------- | -------------- |
| Núm            | Ciclista                           | Pos            |
| 61             | Geraint Thomas (GBR)               | DNF            |
| 62             | Leonardo Basso (ITA)               | DNF            |
| 63             | Christian Knees (GER)              | 76è            |
| 64             | Michał Kwiatkowski (POL)           | DNF            |
| 65             | Christopher Lawless (GBR)          | DNF            |
| 66             | Kristoffer Halvorsen (NOR)         | DNF            |
| 67             | Jonathan Castroviejo Nicolás (ESP) | 35è            |

| UAE Team Emirates UAD | UAE Team Emirates UAD            | UAE Team Emirates UAD |
| --------------------- | -------------------------------- | --------------------- |
| Núm                   | Ciclista                         | Pos                   |
| 71                    | Diego Ulissi (ITA)               | 2n                    |
| 72                    | Sven Erik Bystrøm (NOR)          | 67è                   |
| 73                    | Rui Alberto Faria da Costa (POR) | 7è                    |
| 74                    | Daniel Martin (IRL)              | 59è                   |
| 75                    | Rui Oliveira (POR)               | 79è                   |
| 76                    | Jasper Philipsen (BEL)           | 94è                   |
| 77                    | Jan Polanc (SLO)                 | 41è                   |

| Astana AST | Astana AST                          | Astana AST |
| ---------- | ----------------------------------- | ---------- |
| Núm        | Ciclista                            | Pos        |
| 81         | Hugo Houle (CAN)                    | 28è        |
| 82         | Peio Bilbao López de Armentia (ESP) | DNF        |
| 83         | Davide Ballerini (ITA)              | DNF        |
| 84         | Andrei Zeits (KAZ)                  | 40è        |
| 85         | Magnus Cort Nielsen (DEN)           | 57è        |
| 86         | Davide Villella (ITA)               | 32è        |
| 87         | Jonas Gregaard Wilsly (DEN)         | 38è        |

| Lotto-Soudal LTS | Lotto-Soudal LTS      | Lotto-Soudal LTS |
| ---------------- | --------------------- | ---------------- |
| Núm              | Ciclista              | Pos              |
| 91               | Tim Wellens (BEL)     | 4t               |
| 92               | Stan Dewulf (BEL)     | 87è              |
| 93               | Lawrence Naesen (BEL) | DNF              |
| 94               | Nikolas Maes (BEL)    | 93è              |
| 95               | Maxime Monfort (BEL)  | 69è              |
| 96               | Jelle Vanendert (BEL) | 45è              |

| Groupama-FDJ GFC | Groupama-FDJ GFC       | Groupama-FDJ GFC |
| ---------------- | ---------------------- | ---------------- |
| Núm              | Ciclista               | Pos              |
| 101              | Antoine Duchesne (CAN) | 90è              |
| 102              | Kevin Geniets (LUX)    | 30è              |
| 103              | Olivier Le Gac (FRA)   | 85è              |
| 104              | Valentin Madouas (FRA) | 48è              |
| 105              | Rudy Molard (FRA)      | 24è              |
| 106              | William Bonnet (FRA)   | DNF              |
| 107              | Anthony Roux (FRA)     | 31è              |

| EF Education First EF1 | EF Education First EF1    | EF Education First EF1 |
| ---------------------- | ------------------------- | ---------------------- |
| Núm                    | Ciclista                  | Pos                    |
| 111                    | Michael Woods (CAN)       | 8è                     |
| 112                    | Julius van den Berg (NED) | DNF                    |
| 113                    | Alberto Bettiol (ITA)     | 51è                    |
| 114                    | Nathan Brown (USA)        | 83è                    |
| 115                    | Alex Howes (USA) (ruta)   | 25è                    |
| 116                    | Sep Vanmarcke (BEL)       | 61è                    |
| 117                    | James Whelan (AUS)        | 88è                    |

| Team Jumbo-Visma TJV | Team Jumbo-Visma TJV   | Team Jumbo-Visma TJV |
| -------------------- | ---------------------- | -------------------- |
| Núm                  | Ciclista               | Pos                  |
| 121                  | Danny van Poppel (NED) | DNF                  |
| 122                  | Laurens De Plus (BEL)  | 68è                  |
| 123                  | Tom Leezer (NED)       | DNF                  |
| 124                  | Paul Martens (GER)     | 71è                  |
| 125                  | Jonas Vingegaard (DEN) | 84è                  |
| 126                  | Timo Roosen (NED)      | 21è                  |
| 127                  | Antwan Tolhoek (NED)   | 81è                  |

| Trek-Segafredo TFS | Trek-Segafredo TFS        | Trek-Segafredo TFS |
| ------------------ | ------------------------- | ------------------ |
| Núm                | Ciclista                  | Pos                |
| 131                | Richie Porte (AUS)        | DNF                |
| 132                | Nicola Conci (ITA)        | DNF                |
| 133                | Julien Bernard (FRA)      | DNF                |
| 134                | Michael Gogl (AUT)        | DNF                |
| 135                | Bauke Mollema (NED)       | 10è                |
| 136                | Toms Skujiņš (LAT) (ruta) | 23è                |
| 137                | Jasper Stuyven (BEL)      | 29è                |

| Movistar Team MOV | Movistar Team MOV              | Movistar Team MOV |
| ----------------- | ------------------------------ | ----------------- |
| Núm               | Ciclista                       | Pos               |
| 141               | Carlos Betancur Gómez (COL)    | 15è               |
| 142               | Jaime Castrillo (ESP)          | 77è               |
| 143               | Rubén Fernández Andújar (ESP)  | 43è               |
| 144               | Lluís Mas Bonet (ESP)          | DNF               |
| 145               | Eduard Prades i Reverter (ESP) | 33è               |
| 146               | Jürgen Roelandts (BEL)         | DNF               |
| 147               | Jasha Sütterlin (GER)          | 60è               |

| Mitchelton-Scott MTS | Mitchelton-Scott MTS          | Mitchelton-Scott MTS |
| -------------------- | ----------------------------- | -------------------- |
| Núm                  | Ciclista                      | Pos                  |
| 151                  | Adam Yates (GBR)              | 14è                  |
| 152                  | Brent Bookwalter (USA)        | 66è                  |
| 153                  | Jack Haig (AUS)               | 11è                  |
| 154                  | Lucas Hamilton (AUS)          | 55è                  |
| 155                  | Daryl Impey (RSA) (ruta)      | 34è                  |
| 156                  | Christopher Juul-Jensen (DEN) | 63è                  |
| 157                  | Robert Stannard (AUS)         | DNF                  |

| Katusha-Alpecin TKA | Katusha-Alpecin TKA         | Katusha-Alpecin TKA |
| ------------------- | --------------------------- | ------------------- |
| Núm                 | Ciclista                    | Pos                 |
| 161                 | Nathan Haas (AUS)           | 22è                 |
| 162                 | Jenthe Biermans (BEL)       | DNF                 |
| 163                 | José Gonçalves Maciel (POR) | DNF                 |
| 164                 | Marco Haller (AUT)          | DNF                 |
| 165                 | Reto Hollenstein (SUI)      | 92è                 |
| 166                 | Rick Zabel (GER)            | DNF                 |
| 167                 | Simon Špilak (SLO)          | DNF                 |

| Dimension Data TDD | Dimension Data TDD                | Dimension Data TDD |
| ------------------ | --------------------------------- | ------------------ |
| Núm                | Ciclista                          | Pos                |
| 171                | Enrico Gasparotto (ITA)           | DNF                |
| 172                | Ryan Gibbons (RSA)                | 91è                |
| 173                | Michael Valgren Andersen (DEN)    | 5è                 |
| 174                | Reinardt Janse van Rensburg (RSA) | 27è                |
| 175                | Roman Kreuziger (CZE)             | DNF                |
| 176                | Gino Mäder (SUI)                  | DNF                |
| 177                | Tom-Jelte Slagter (NED)           | 50è                |

| Israel Cycling Academy ICA | Israel Cycling Academy ICA | Israel Cycling Academy ICA |
| -------------------------- | -------------------------- | -------------------------- |
| Núm                        | Ciclista                   | Pos                        |
| 181                        | Guillaume Boivin (CAN)     | DNF                        |
| 182                        | Alexander Cataford (CAN)   | 37è                        |
| 183                        | Nathan Earle (AUS)         | 75è                        |
| 184                        | August Jensen (NOR)        | DNF                        |
| 185                        | Krists Neilands (LAT)      | 42è                        |
| 186                        | Guy Sagiv (ISR) (ruta)     | 96è                        |
| 187                        | Kristian Sbaragli (ITA)    | 6è                         |

| Rally UHC Cycling RLY | Rally UHC Cycling RLY | Rally UHC Cycling RLY |
| --------------------- | --------------------- | --------------------- |
| Núm                   | Ciclista              | Pos                   |
| 191                   | Svein Tuft (CAN)      | DNF                   |
| 192                   | Ryan Anderson (CAN)   | 95è                   |
| 193                   | Rob Britton (CAN)     | DNF                   |
| 194                   | Gavin Mannion (USA)   | 44è                   |
| 195                   | Matteo Dal-Cin (CAN)  | DNF                   |
| 196                   | Adam de Vos (CAN)     | 39è                   |
| 197                   | Nigel Ellsay (CAN)    | DNF                   |

| Canadà CAN | Canadà CAN               | Canadà CAN |
| ---------- | ------------------------ | ---------- |
| Núm        | Ciclista                 | Pos        |
| 201        | James Piccoli            | 86è        |
| 202        | Evan Burtnik             | DNF        |
| 203        | Jordan Cheyne            | DNF        |
| 204        | Charles-Étienne Chrétien | DNF        |
| 205        | Laurent Gervais          | 97è        |
| 206        | Robin Plamondon          | DNF        |
| 207        | Nickolas Zukowsky        | 82è        |